# Mark Schwarzer
Mark Schwarzer (ur. 6 października 1972 w Sydney) – australijski piłkarz grający na pozycji bramkarza.

## Kariera klubowa

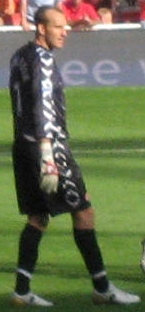
Mark Schwarzer w roku 2006

Rodzice Schwarzera, ojciec Hans-Joachim i matka Dorris pochodzą z Niemiec. W 1968 roku wyemigrowali do Australii, gdzie urodził się piłkarz.
Swoją karierę Schwarzer rozpoczynał w zespole Colo Cougars. Następnie grał w juniorskich zespołach Blacktown Association i Marconi Stallions z Sydney. W roku 1990 został włączony do pierwszej kadry tego ostatniego klubu.
Mark bronił tam do roku 1994, kiedy to wyjechał grać do ojczyzny swoich rodziców. Zasilił wówczas szeregi Dynamo Drezno. Zagrał tam tylko 2 mecze w Bundeslidze, a klub spadł do 2.ligi. Schwarzer przeniósł się więc do 1. FC Kaiserslautern. Tam jednak był tylko rezerwowym bramkarzem dla Andreasa Reinke i zagrał tylko 4 mecze w lidze. W styczniu 1997 roku przeniósł się do Bradford City klubu grającego wówczas w First Division. Schwarzer zagrał tam kilkanaście meczów i pomógł częściowo uchronić zespół przed spadkiem z ligi. W kwietniu 1997 trafił do innego zespołu na szczeblu 2.ligi Middlesbrough F.C. Schwarzer w barwach Boro zadebiutował w Pucharze Ligi Angielskiej w półfinale przeciwko zespołowi Stockport County. Schwarzer grał także w finale tego pucharu w zremisowanym 1:1 meczu z Leicester City, jednakże doznał kontuzji i w powtórce nie wystąpił, a jego zespół przegrał. Jednak w 2004 roku Schwarzer odbił sobie to niepowodzenie i pomógł Middlesbrough w zdobyciu Pucharu Ligi.
Jednym z najważniejszych momentów w karierze Schwarzera to mecz z Manchesterem City w sezonie 2004/2005, kiedy to obronił w doliczonym czasie gry rzut karny wykonywany przez Robbie Fowlera. Dzięki remisowi 1:1 w tym meczu Middlesbrough awansował do Pucharu UEFA. Schwarzer został wówczas okrzyknięty bohaterem Middlesbrough. Latem 2005 Mark dostał pozwolenie na opuszczenie Boro, jednak z powodu małego zainteresowania jego osobą pozostał w zespole. W meczu z West Ham United doznał złamania kości policzkowej i wydawało się, że przez tę kontuzję opuści drugą część sezonu. Schwarzer powrócił na finałowy mecz Pucharu UEFA z Sevillą i zagrał w specjalnej masce. Jednak nie mógł zapobiec porażce jego zespołu 0:4.
Od sezonu 2008/09 jest bramkarzem Fulham. Australijczyk odrzucił propozycję Middlesbrough przedłużenia wygasającego w czerwcu kontraktu i na zasadzie wolnego transferu przeniósł się na Craven Cottage. W nowym klubie zadebiutował 16 sierpnia w wygranym 2:1 ligowym spotkaniu z Hull City. Pierwsze czyste konto zachował natomiast w wygranym 1:0 meczu z Arsenalem.
9 lipca 2013 podpisał roczny kontrakt z Chelsea. Niestety Schwarzer pełnił tam głównie rolę bramkarza rezerwowego. Australijczyk wystąpił zaledwie w 4 spotkaniach.
W styczniu 2015 roku na zasadzie wolnego transferu przeniósł się do Leicester City, gdzie rozegrał 6 meczów. W 2016 roku kontrakt rozwiązano.

## Kariera reprezentacyjna

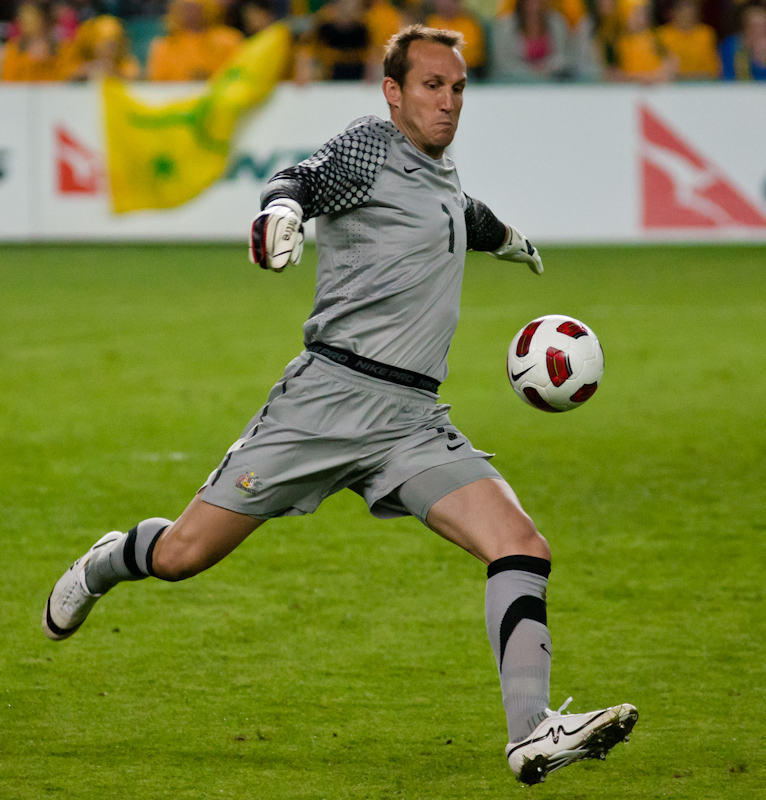

21 stycznia 1989 roku w spotkaniu z Chińskim Tajpej Schwarzer zadebiutował w do lat 17. Wystąpił w niej łącznie sześć razy. Zagrał również na Mistrzostwach Świata, gdzie Australia nie wyszła z grupy.
12 lipca 1990 roku zagrał po raz pierwszy w reprezentacji U-20, w spotkaniu z Indonezją. Do roku 1991 w kadrze do lat 20 zagrał osiem razy.
W seniorskiej reprezentacji Schwarzer zadebiutował w lipcu 1993 roku w meczu z reprezentacją Kanady. Pierwsze czyste konto uzyskał w styczniu 1994 w spotkaniu z Republiką Południowej Afryki.
Dobrze grał w kwalifikacjach do Mistrzostw Świata w Niemczech. Zagrał też w obu barażowych meczach z reprezentacją Urugwaju i pomógł reprezentacji Australii w drugim historii awansie do finałów Mistrzostw Świata po dramatycznym konkursie rzutów karnych, kiedy to obronił dwa z nich i stał się jednym z bohaterów w ojczyźnie. Został powołany przez Guusa Hiddinka do 23-osobowej kadry na same finały MŚ jako pierwszy bramkarz. Tam zagrał w pierwszych 2 meczach grupowych swojej drużyny. W trzecim z nich z Chorwacją (2:2) Hiddink postawił na Zeljko Kalaca. Jednak Kalac wypadł słabo i w następnym meczu 1/8 finału z Reprezentacją Włoch bronił już Schwarzer. Jednak nie zdołał obronić kontrowersyjnego karnego w 95 minucie meczu wykonywanego przez Francesco Tottiego i reprezentacja Australii pożegnała się z mistrzostwami.
6 listopada 2013 roku Schwarzer zdecydował się zakończyć karierę reprezentacyjną.

## Statystyki
Stan na 10 lutego 2015.
| Sezon   | Klub                 | Kraj      | Rozgrywki              | Mecze | Bramki |
| ------- | -------------------- | --------- | ---------------------- | ----- | ------ |
| 1990/91 | Marconi Stallions    | Australia | National Soccer League | 1     | 0      |
| 1991/92 | Marconi Stallions    | Australia | National Soccer League | 9     | 0      |
| 1992/93 | Marconi Stallions    | Australia | National Soccer League | 23    | 0      |
| 1993/94 | Marconi Stallions    | Australia | National Soccer League | 25    | 0      |
| 1994/95 | Dynamo Drezno        | Niemcy    | Bundesliga             | 2     | 0      |
| 1995/96 | 1. FC Kaiserslautern | Niemcy    | Bundesliga             | 4     | 0      |
| 1996/97 | 1. FC Kaiserslautern | Niemcy    | Bundesliga             | 0     | 0      |
| 1996/97 | Bradford City        | Anglia    | First Division         | 13    | 0      |
| 1996/97 | Middlesbrough F.C.   | Anglia    | Premier League         | 7     | 0      |
| 1997/98 | Middlesbrough F.C.   | Anglia    | First Division         | 35    | 0      |
| 1998/99 | Middlesbrough F.C.   | Anglia    | Premier League         | 34    | 0      |
| 1999/00 | Middlesbrough F.C.   | Anglia    | Premier League         | 37    | 0      |
| 2000/01 | Middlesbrough F.C.   | Anglia    | Premier League         | 31    | 0      |
| 2001/02 | Middlesbrough F.C.   | Anglia    | Premier League         | 21    | 0      |
| 2002/03 | Middlesbrough F.C.   | Anglia    | Premier League         | 38    | 0      |
| 2003/04 | Middlesbrough F.C.   | Anglia    | Premier League         | 36    | 0      |
| 2004/05 | Middlesbrough F.C.   | Anglia    | Premier League         | 31    | 0      |
| 2005/06 | Middlesbrough F.C.   | Anglia    | Premier League         | 27    | 0      |
| 2006/07 | Middlesbrough F.C.   | Anglia    | Premier League         | 34    | 0      |
| 2007/08 | Middlesbrough F.C.   | Anglia    | Premier League         | 36    | 0      |
| 2008/09 | Fulham F.C.          | Anglia    | Premier League         | 38    | 0      |
| 2009/10 | Fulham F.C.          | Anglia    | Premier League         | 37    | 0      |
| 2010/11 | Fulham F.C.          | Anglia    | Premier League         | 31    | 0      |
| 2011/12 | Fulham F.C.          | Anglia    | Premier League         | 30    | 0      |
| 2012/13 | Fulham F.C.          | Anglia    | Premier League         | 36    | 0      |
| 2013/14 | Chelsea F.C.         | Anglia    | Premier League         | 4     | 0      |
| 2013/14 | Chelsea F.C.         | Anglia    | Premier League         | 4     | 0      |
| 2014/15 | Leicester City       | Anglia    | Premier League         | 6     | 0      |